# Eduardo Arozamena
Eduardo Arozamena Lira (Ciudad de México, 13 de octubre de 1875-Ciudad de México, 21 de mayo de 1951) fue un actor mexicano. 

## Biografía y carrera
Eduardo Arozamena Lira nació en la Ciudad de México en 1875 (pese a que otras fuentes citan 1877 y 1880), hijo de Juan Arozamena y de Guadalupe Lira; de pequeño cantaba en el coro de una iglesia, y debido a su voz que encontró lugar como barítono en la compañía de las hermanas Moriones, donde presentó operas y zarzuelas como La Dolores y La viuda alegre. En su primera etapa fue miembro fundamental del teatro principal, en donde llegó a convertirse en uno de los actores mejor pagados de su tiempo. Exiliado en Cuba durante el régimen militar de Victoriano Huerta, fue figura de los teatros habaneros.[cita requerida]
A partir de los años 30, desarrolló nuevamente su carrera en el cine, dirigió y escribió un par de cintas y participó en películas como Drácula (1931), con producción estadounidense y en donde interpretaba a Van Helsing; Martín Garatuza (1935), Almas rebeldes (1937), Los de abajo (1940), El gendarme desconocido (1941), Así se quiere en Jalisco (1942), Flor silvestre (1943), Doña Bárbara (1943), La vida inútil de Pito Pérez (1944), Enamorada (1946), El muchacho alegre (1948), Río Escondido (1948), cinta por la que recibió una nominación al premio Ariel; Maclovia (1948), La malquerida (1949), La mujer que yo perdí (1949) y El suavecito (1950).

## Filmografía
- El gendarme desconocido (1941)
- Flor de caña (1948)
- La mujer que yo perdí (1949)
- La malquerida (1949)
- Río Escondido (1949)
- El suavecito (1950)

## Vida personal
Eduardo Arozamena se casó alrededor de 1900 con la tiple Clemencia Sánchez Méndez, quien había enviudado y ya tenía un hijo, Eduardo. Procrearon además otros cinco: Juan, Lupe, Luisa, Carmen y Amparo Arozamena Sánchez. Se casó por segunda ocasión con la escritora Carmen Pasarón Arenzana, con quien procreó gemelos que nacieron el 2 de octubre de 1930: Eduardo y Carlos Arozamena Pasarón.

### Muerte
El 21 de mayo de 1951, Arozamena falleció en Ciudad de México a los 75 años de edad.

## Reconocimientos

### Premios Ariel
| Año  | Categoría       | Película      | Resultado |
| ---- | --------------- | ------------- | --------- |
| 1949 | Actor de cuadro | Río Escondido | Nominado  |